# Хорошавінський
Хороша́вінський (рос. Хорошавинский, марій. Хорошавинский) — селище у складі Оршанського району Марій Ел, Росія. Входить до складу Марковського сільського поселення.

## Населення
Населення — 124 особи (2010; 123 у 2002).
Національний склад (станом на 2002 рік):
- росіяни — 64 %